# Новгородская областная дума
Новгородская областная дума — законодательный (представительный) однопалатный орган государственной власти Новгородской области, является постоянно действующим высшим и единственным органом законодательной власти области.

## История

### Предшествующие законодательные структуры
1 (13) января 1864 года в России вышел закон «Положение о земских учреждениях», в соответствии с которым вводился новый всесословный механизм местного самоуправления. Решать дела, касавшиеся «местных хозяйственных польз и нужд» в Новгородской губернии должно было Новгородское губернское земство. 17 (29) марта 1865 года состоялось торжественное открытие первого Новгородского губернского земства.
В 1917 году Февральская революция привела к власти Временное правительство, а наряду с этим в Новгородской губернии 14 (27) апреля 1917 года создаётся Губернский Совет рабочих, крестьянских и солдатских депутатов, который в октябре 1917 года, после свержения Временного правительства, вместе с другими Советами, официально объявлены полномочными органами власти в центре и на местах.
1 августа 1927 года Постановлением ВЦИК Новгородская губерния ликвидирована, её территория вошла в состав Ленинградской области.
В 1944 году, в связи с созданием Новгородской области, образован Новгородский областной Совет депутатов трудящихся, с 1977 года — переименован в Совет народных депутатов.

### Новгородская областная Дума
9 октября 1993 года издан Указ Президента Российской Федерации № 1617 «О реформе представительных органов власти и органов местного самоуправления в Российской Федерации». 19 октября 1993 года состоялось заседание Малого Совета Новгородского областного Совета народных депутатов, на котором было принято решение о приостановке деятельности областного Совета и образовании нового представительного органа власти в Новгородской области — областной Думы.
30 декабря 1993 года Постановлением Администрации Новгородской области № 230 за подписью Главы администрации области Михаила Прусака были назначены выборы в Новгородскую областную Думу на 27 марта 1994 года. Выборы проходили в два тура: 27 марта и 27 ноября 1994 года. 2 апреля 1994 года состоялось первое заседание Новгородской областной Думы, на котором председателем областной Думы был избран Бойцев Анатолий Александрович.
19 октября 1997 года состоялись выборы думы 2 созыва. Избиралось 26 депутатов по одномандатным округам. При этом минимальный порог явки избирателей отсутствовал и выборы были признаны состоявшимися во всех округах.
 Всего выдвигалось 140 человек, избирком зарегистрировал 123 кандидата.
В марте 2002 года Новгородская областная дума по требованию областная прокуратуры установила 10-процентный минимальный порог явки избирателей на выборах.
В октябре 2005 года также был принят новый областной закон «О выборах депутатов Новгородской областной Думы». Избирательную систему сменили с мажоритарной на смешанную: 13 депутатов избираются по одномандатным округам, 13 депутатов — по партийным спискам. Всего избираются 26 депутатов, срок полномочий 5 лет. Для регистрации кандидату-одномандатнику необходимо собрать не менее 1 % подписей от числа избирателей, зарегистрированных в его округе. Для регистрации партийного списка необходимо не менее 1 % подписей избирателей всей Новгородской области. Сбор подписей можно будет заменить внесением избирательного залога, сумма которого для одномандатников установлена в размере 50 тысяч рублей, для политических партий в размере 300 тысяч рублей. Установлен 7 % барьер для прохождения в думу политических партий. В бюллетенях сохранили строку «Против всех».
В конце 2006 года минимальный порог явки избирателей был отменён на выборах любого уровня в Российской Федерации.

## Выборы
| Созыв | Выборы                                        | Избирателей | Число мест | По округам | По спискам | Проходной барьер |
| ----- | --------------------------------------------- | ----------- | ---------- | ---------- | ---------- | ---------------- |
| 1     | Выборы 27 марта 1994, довыборы 27 ноября 1994 |             | 27         | 27         | 0          | —                |
| 2     | Выборы 19 октября 1997                        |             | 26         | 26         | 0          | —                |
| 3     | Выборы 21 октября 2001                        | 558 321     | 26         | 26         | 0          | —                |
| 4     | Выборы 8 октября 2006                         | 536 084     | 26         | 13         | 13         | 7 %              |
| 5     | Выборы 4 декабря 2011                         | 526 313     | 26         | 13         | 13         | 5 %              |
| 6     | Выборы 18 сентября 2016                       | 507 499     | 32         | 16         | 16         | 5 %              |
| 7     | Выборы 17-19 сентября 2021                    | 481 927     | 32         | 20         | 12         | 5 %              |

## Действующий 7 созыв (2021—2026)
Действующий 7 созыв сформирован по итогам выборов, состоявшихся 17-19 сентября 2021 года. Первое заседание прошло 6 октября 2021 года. Председателем был избран Юрий Бобрышев («Единая Россия», единый округ), получивший 24 голоса. Представителем в Совете Федерации избрана Елена Писарева («Единая Россия», округ № 19), получившая 25 голосов. Писарева сдала мандат. Довыборы в избирательном Боровичском округе № 19 состоялись 11 сентября 2022 года. Избрана была Артемьева Лариса Ивановна («Единая Россия»).

### Руководство
- Бобрышев Юрий Иванович (Единая Россия) — председатель Новгородской областной Думы
- Королёв Владимир Евгеньевич (Единая Россия) — заместитель председателя Новгородской областной Думы
- Борисова Ольга Анатольевна (Единая Россия) — заместитель председателя Новгородской областной Думы
- Костусенко Илья Ильич (Справедливая Россия — За правду) — заместитель председателя Новгородской областной Думы

### Список депутатов

Избирательные округа Новгородской области

| № п/п  | Фракция                            | Фракция                         | ФИО                           | Избирательный округ |
| ------ | ---------------------------------- | ------------------------------- | ----------------------------- | ------------------- |
| 1(1)   |                                    | Единая Россия                   | Авдеев Игорь Николаевич       | единый              |
| 2(2)   | Артемьева Лариса Ивановна          | Единая Россия                   | № 19                          |                     |
| 3(3)   | Бобрышев Юрий Иванович             | Единая Россия                   | единый                        |                     |
| 4(4)   | Бомбин Максим Евгеньевич           | Единая Россия                   | № 13                          |                     |
| 5(5)   | Борисова Ольга Анатольевна         | Единая Россия                   | № 2                           |                     |
| 6(6)   | Верига Николай Степанович          | Единая Россия                   | № 6                           |                     |
| 7(7)   | Воронова Светлана Имантовна        | Единая Россия                   | единый                        |                     |
| 8(8)   | Гетманский Андрей Викторович       | Единая Россия                   | № 10                          |                     |
| 9(9)   | Захарова Ольга Ивановна            | Единая Россия                   | № 18                          |                     |
| 10(10) | Королёв Владимир Евгеньевич        | Единая Россия                   | № 16                          |                     |
| 11(11) | Кудрицкий Анатолий Владимирович    | Единая Россия                   | № 15                          |                     |
| 12(12) | Куштовский Алексей Анатольевич     | Единая Россия                   | № 9                           |                     |
| 13(13) | Мельников Станислав Геннадьевич    | Единая Россия                   | № 7                           |                     |
| 14(14) | Нисанов Роман Геннадьевич          | Единая Россия                   | единый                        |                     |
| 15(15) | Осипов Анатолий Алексеевич         | Единая Россия                   | № 1                           |                     |
| 16(16) | Павлюк Денис Петрович              | Единая Россия                   | № 5                           |                     |
| 17(17) | Саламонов Юрий Александрович       | Единая Россия                   | № 17                          |                     |
| 18(18) | Сергухина Лариса Борисовна         | Единая Россия                   | № 4                           |                     |
| 19(19) | Стрыгин Олег Александрович         | Единая Россия                   | единый                        |                     |
| 20(20) | Федоровский Александр Владимирович | Единая Россия                   | № 20                          |                     |
| 21(21) | Федотов Анатолий Александрович     | Единая Россия                   | № 8                           |                     |
| 22(22) | Чернышев Сергей Борисович          | Единая Россия                   | № 14                          |                     |
| 23(23) | Шишляникова Татьяна Петровна       | Единая Россия                   | № 12                          |                     |
| 24(1)  |                                    | Справедливая Россия — За правду | Андреев Владимир Владимирович | единый              |
| 25(2)  | Кашицын Александр Павлович         | Справедливая Россия — За правду | № 3                           |                     |
| 26(3)  | Костусенко Илья Ильич              | Справедливая Россия — За правду | единый                        |                     |
| 27(1)  |                                    | Коммунистическая партия РФ      | Тихомиров Сергей Иванович     | единый              |
| 28(2)  | Фирсов Николай Сергеевич           | Коммунистическая партия РФ      | единый                        |                     |
| 29(1)  |                                    | Новые люди                      | Приходько Илья Викторович     | единый              |
| 30(1)  |                                    | ЛДПР                            | Чурсинов Алексей Борисович    | единый              |
| 31(1)  |                                    | Партия пенсионеров              | Прокопов Алексей Андреевич    | единый              |
| 32(1)  |                                    |                                 | Караулов Михаил Олегович      | № 11                |

### Комитеты
| Комитет | Председатель комитета              |
| --- | ---------------------------------- |
| Комитет областной Думы по бюджету, налогам и тарифам                                                                                   | Федотов Анатолий Александрович     |
| Комитет областной Думы по законодательству и местному самоуправлению                                                                   | Бомбин Максим Евгеньевич           |
| Комитет областной Думы по здравоохранению, социальной политике и делам ветеранов                                                       | Осипов Анатолий Алексеевич         |
| Комитет областной Думы по образованию, культуре и спорту                                                                               | Шишляникова Татьяна Петровна       |
| Комитет областной Думы по сельскому хозяйству и развитию сельских территорий                                                           | Федоровский Александр Владимирович |
| Комитет областной Думы по строительству, жилищно-коммунальному хозяйству, топливно-энергетическому комплексу и развитию инфраструктуры | Чурсинов Алексей Борисович         |
| Комитет областной Думы по экологии, природным ресурсам, собственности и земельным отношениям                                           | Сергухина Лариса Борисовна         |
| Комитет областной Думы по экономической политике, промышленности, малому и среднему предпринимательству и инновационному развитию      | Верига Николай Степанович          |

## Представительство в Совете Федерации
- Писарева Елена Владимировна — Член Комитета Совета Федерации по науке, образованию и культуре (с 6 октября 2021 года по настоящее время)[12]